# Harshad Bhadeshia
Harshad Kumar Dharamshi Hansraj Bhadeshia (27 novembre 1953) è un docente indiano.
È professore di metallurgia alla Queen Mary University di Londra ed è professore emerito all'università di Cambridge.
Bhadeshia è nato in Kenya da genitori indiani, e maturò l'interesse per la scienza visitando il negozio di batterie dove lavorava suo padre.
Si trasferì con la famiglia nel Regno Unito nel 1970 e inizio a lavorare alla British Oxygen Company a Londra come tecnico nel laboratorio di controllo qualità metallurgico, proseguendo i suoi studi presso il Newham College of Further Education e la London Metropolitan University, dove si è laureato nel 1976 con una laurea di primo livello. È in seguito entrato all'università di Cambridge portando avanti studi sull'austenite residua negli acciai, conseguendo un dottorato di ricerca nel 1980.

## Carriera e ricerca
Gli studi di Bhadeshia si occupano della teoria delle trasformazioni di fase nei metalli, in particolare degli acciai multicomponenti, ricercando nuove leghe e processi.
Dopo il dottorato di ricerca ha continuato l'attività di ricercatore presso il Science Research Council fino al 1981, e da allora fa parte del personale accademico dell'Università di Cambridge. È autore o coautore di numerosi articoli pubblicati nel campo della metallurgia e di numerosi libri. 
Negli anni 1990, lavorando con British Steel, realizzò un acciaio bainitico privo di carburi e ricco di silicio utilizzato per le rotaie nel tunnel della Manica, e successivamente un'armatura per veicoli militari per il Ministero della difesa britannico. Nel 2006, ha ricevuto la "medaglia Bessemer" dall'Institute of Materials, Minerals and Mining per "eccezionali servizi resi all'industria siderurgica".
Durante il periodo 2005-2018 ha contribuito all'istituzione del Graduate Institute of Ferrous Technology di Pohang, in Corea del Sud. Continua la sua attività di ricercatore partecipando alla stesura di diversi articoli su riviste scientifiche

## Insegnamento
Bhadeshia ha sviluppato una vasta gamma di materiali didattici sulla metallurgia e materie associate. Gli argomenti trattati riguardano la cristallografia, metalli e leghe, acciai, transizioni di fase, termodinamica, cinetica chimica, scienza dei materiali, teoria dell'informazione, analisi termica, etica e filosofia naturale. 
Per le "eccezionali attività di insegnamento", nel 2007 gli è stato conferito l'Adams Memorial Membership Award dell'American Welding Society.